# Ludwig Wilhelmy
Pour les articles homonymes, voir Wilhelmy.
Ludwig Ferdinand Wilhelmy (25 décembre 1812 à Stargard-en-Poméranie, en province de Poméranie - 18 février 1864 à Berlin) était un chimiste et un physicien prussien. Ce scientifique du XIXe siècle s'est principalement illustré en chimie (dans l'étude de la cinétique chimique) et en physique (dans l'étude des phénomènes de surface).
Il est reconnu comme un précurseur de l'étude quantitative de l'évolution temporelle des transformations chimiques en publiant les premiers travaux sur le sujet en 1850,.
On lui doit également une méthode de mesure de la tension superficielle des liquides et des solutions.
Indépendamment de ses recherches en sciences fondamentales et appliquées, il publia, en 1852, un traité de physiologie et de psychologie.

## Biographie
Ludwig Ferdinand Wilhelmy est né le jour de Noël 1812 dans le royaume de Prusse alors engagé dans les guerres napoléoniennes et plus précisément dans la  Campagne de Russie.
Wilhelmy manifeste son intérêt pour les sciences sous l'égide de son père pharmacien. C'est ainsi qu'il se lance dans des études supérieures en pharmacologie à l'Université de Berlin ce qui lui permet de reprendre la pharmacie paternelle à Stargard à la fin de son cursus. Cependant, il éprouve rapidement le besoin de s'épanouir davantage dans les études scientifiques et finit par vendre son officine en 1843. Il se lance alors dans la thermodynamique, domaine d'étude très porteur à l'époque de l'industrialisation de l'Europe occidentale grâce aux machines à vapeur.
Il fréquente à cette époque diverses universités (Berlin, Giessen et Heidelberg).
Alors encore doctorant, il participe au colloque fondateur de la Société allemande de physique organisé par Gustav Magnus à Berlin en 1845 avec de nombreux autres participants.
Ses recherches lui permettent d'obtenir, en 1846, une thèse de doctorat de l'Université de Heidelberg portant sur l'étude des transferts thermiques au sein des solides (« Die Wärme, als Maß der Kohäsion » littéralement « La chaleur, comme mesure de la cohésion »).
Dans la perspective d'approfondir ses travaux, il se rend ensuite à Paris pour suivre les conférences d'Henri Regnault au Collège de France. Ce dernier a publié quelques années auparavant ses travaux de recherche sur la chaleur spécifique des corps simples et composés.
De retour à l'Université de Heidelberg, ses apports théoriques et expérimentaux lui permettent de soutenir une nouvelle thèse, en 1849, sur le même sujet que la précédente et intitulée : « Versuch einer mathematisch-physikalischen Wärme-Theorie » littéralement « Tentative d'une théorie mathématique et physique de la chaleur ». Une première notion quantitative de la conductivité thermique y apparaît.
De 1849 à 1854, il fut maître de conférences (« privat-docent ») à l'Université de Heidelberg et développa des recherches sur la rotation du plan de polarisation de la lumière dans diverses substances et avec différentes radiations. Il s'établit ensuite définitivement à Berlin.
Travaillant sur des sujets proches traitant des phénomènes de capillarité, il se lie d'amitié avec Georg Quincke (qui soutient sa thèse sur ce sujet en 1858 à l'Université Frédéric-Guillaume à Berlin avant de devenir professeur). Ils collaborèrent de 1860 à 1864 au sein d'un laboratoire aménagé dans sa maison située près de la porte d'Anhalt à Berlin. Wilhelmy avait aussi une résidence d'été à Heidelberg. Dans ces deux lieux, il poursuivit ses recherches liées aux phénomènes de capillarité. Cependant, il ne put achever ses travaux puisqu'il meurt inopinément d'une pneumonie en 1864. Son ami Quincke développa, par la suite, ses axes de recherche.

## Travaux scientifiques

### En cinétique chimique
Le travail de Wilhelmy a initié les premiers travaux sur la cinétique en étudiant la transformation chimique d'hydrolyse du saccharose.
Plus précisément, il s'est intéressé à l'hydrolyse d'une solution acide de saccharose (issu du sucre de canne) en un mélange équimolaire de glucose et de fructose suivie par polarimétrie. Il a établi une équation différentielle pour décrire la cinétique de la réaction et l'a utilisée pour interpréter ses résultats expérimentaux, en particulier, la détermination de vitesses de réaction.
Wilhelmy a alors constaté que la vitesse de réaction était proportionnelle aux concentrations de saccharose et d'acide présentes. Il a également recherché l'influence de la température sur la vitesse de réaction. En son temps, ses études n'ont pas vraiment retenu l'attention de ses contemporains. Cependant, à la fin du XIXe siècle, les scientifiques van 't Hoff et Arrhenius retrouveront et approfondiront ces résultats pour leur donner l'importance méritée en diffusant largement ces découvertes à la communauté scientifique.
Le chimiste américain Forris Jewett Moore a d'ailleurs expliqué dans son livre  (« A History of Chemistry » littéralement « Une histoire de la chimie ») que le peu de crédit 
accordé aux découvertes de Wilhelmy était probablement dû au fait que sa méthode novatrice de polarimétrie n'était pas familière des scientifiques de l'époque. De plus, Wilhelmy ne jouissait pas alors d'une reconnaissance internationale. Il était relativement inconnu au-delà de la sphère des chercheurs allemands.   

### En statique des fluides

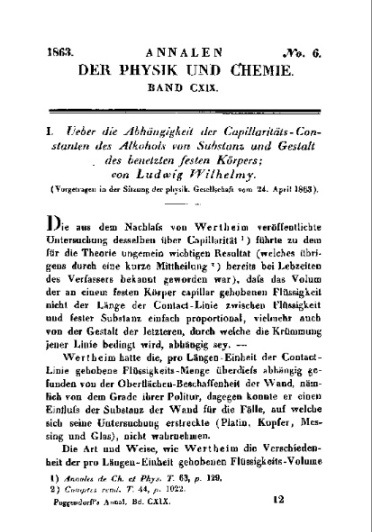
Illustration de la couverture la publication des travaux de recherche de Wilhelmy sur la tension superficielle dans la revue de en 1863

Wilhelmy est également connu pour sa méthode de mesure des tensions superficielles. Cette technique utilise une plaque d'arrachement aussi appelée tensiomètre à plaque de Wilhelmy. La principale publication de ses recherches sur ce sujet date de 1863.
Dans cette expérience, une lame mince en métal (souvent en alliage de platine) assurant une mouillabilité parfaite avec le liquide ou la solution est arrachée de ce fluide. La force {\displaystyle F} correspondante est mesurée par une microbalance.
L'équation de Wilhelmy permet alors de connaître la valeur de la tension superficielle {\displaystyle \gamma } du fluide en question :
avec :
- {\displaystyle l} le périmètre total de la lame où s'exercent les forces de tension superficielle (c'est le double de la somme de sa largeur et de son épaisseur) ;
- {\displaystyle \theta } l'angle de contact entre le fluide et la lame ({\displaystyle \theta =0} en cas de  mouillabilité parfaite, sinon cet angle doit être estimé à l'aide de valeurs tabulées car sa valeur est difficile à mesurer expérimentalement) ;
- {\displaystyle \gamma } la valeur de la tension superficielle (parfois aussi appelée « tension de surface »).